# قیس‌آباد
قیس‌آباد یک روستا در ایران است که در دهستان جلگه ماژان شهرستان خوسف واقع شده‌است. قیس‌آباد ۵۶ نفر جمعیت دارد.